# Lars Åhlman
Lars Simon Åhlman, född 18 juli 1932 i Ål, Kopparbergs län, är en svensk civilingenjör och skulptör.
Han är son till jägmästaren Olof Simon Åhlman och Ebba Bergsten och från 1959 gift med Inga-Lisa Eriksson. Åhlman avlade ingenjörsexamen vid Kungliga Tekniska högskolan i Stockholm 1957. Åhlman är som konstnär autodidakt och arbetade främst med träskulpturer i en abstrakt form. Han medverkade i samlingsutställningar arrangerade av Dalarnas konstförening. 